# Pleshey
Pleshey – wieś i civil parish w Anglii, w hrabstwie Essex, w dystrykcie Chelmsford. Leży 9 km na północny zachód od miasta Chelmsford i 50 km na północny wschód od Londynu. W 2011 roku civil parish liczyła 373 mieszkańców.